# Percy Jackson: Sea of Monsters
Percy Jackson: Sea of Monsters és una pel·lícula estatunidenca de 2013 dirigida per Thor Freudenthal; es tracta de la continuació de Percy Jackson & the Olympians: The Lightning Thief, i està prevista per a estrenar-se el 7 d'agost. Està basada en el llibre de Rick Riordan The Sea of Monsters, de la sèrie de novel·les Percy Jackson & the Olympians. Ha estat subtitulada al català.